# Operación Khaybar
La Operación Khaybar fue una ofensiva de Irán contra las tropas de Irak en la Guerra Irán-Irak. Esta operación fue parte de la Batalla de las Marismas.

## Preludio
Tras la fracasada Operación Amanecer 5 en el sur de Irak, Irán abrió un nuevo frente en los lagos de las marismas Hawizeh. 250,000 iraníes se movilizaron a través del desierto iraquí  por una fuerza mecanizada que las masacró. Irán tuvo apoyo aéreo pero con escasez de repuestos para los aviones de fabricación estadounidense; esto fue un serio problema para Irán y este sufrió fuertes bajas, tuvo una fuerza entusiasta de los Cuerpos de la Guardia Revolucionaria Islámica (CGRI) y la milicia Basij, pero Irak no pudo reemplazar a sus muertos, forzándolo a hacer fuego de artillería, ataques aéreos y tanques. 

## La batalla
El 14 de febrero de 1984 atacó las defensas iraquíes de la isla pretrolera Majnun. Irán ahora estaba dispuesto a lanzar el ataque final de la Batalla de las Marismas y así recuperar el territorio iraquí perdido en esa batalla, su primera ofensiva estratégica era la Operación Jeibar. La Fuerza Aérea de la República Islámica de Irán (FARII) hizo lo mejor para proveer ayuda a las tropas terrestres pero carecía de repuestos para sus aviones por lo que hizo solamente 100 salidas de combate por día, que no fueron suficientes. Por otro lado la Fuerza Aérea de Irak tenía sus manos sobre el frente sur que prevendría su envolvimiento. Para sustituir la carencia de aviones Irán usó helicópteros para apoyar a sus tropas que eventualmente atravesaron las marismas y forzaron a los iraquíes a huir de la isla que fue un gran desastre para Irak.

## Consecuencias
Al final Irán había sufrido 40,000 bajas en la Batalla de las Marismas y solamente se dirigió a infligir 9,000 bajas a Irak. Pero para Irak 9,000 era mucho. Después de la batalla   Irán intentó tomar la carretera Bagdad-Basora con la Operación Badr, pero fue derrotada. Al final del conflicto en 1988 Irak expulsó a los iraníes de la isla Majnun usando ataques de gases tóxicos a gran escala. 